# Straßenlauf-Länderkampf der Männer 1960 BR Deutschland – Österreich – Schweiz / BR Deutschland – Niederlande
| 1. Leichtathletik-Länderkampf mit bundesdeutscher Beteiligung 1960                                    | 1. Leichtathletik-Länderkampf mit bundesdeutscher Beteiligung 1960 |               |
| --- | ------------------------------------------------------------------ | ------------- |
| |                                                                    |               |
| Straßenlauf -Vergleich der Männer: BR Deutschland – Österreich – Schweiz BR Deutschland – Niederlande |                                                                    |               |
| Austragungsort                                                                                        | Gronau (Westfalen)                                                 |               |
| Wettbewerbe                                                                                           | 1                                                                  |               |
| Datum                                                                                                 | 30. Mai 1960                                                       |               |
| 1. FRG 2. AUT 3. SUI                                                                                  | 4:56:31,4 h 5:17:15,4 h 5:23:49,2 h                                |               |
| 1. FRG 2. NLD                                                                                         | 4:56:31,4 h 5:03:15,2 h                                            |               |
| Chronik                                                                                               |                                                                    |               |
| ← letzter LK 1959: 00CSK-FRG (M)                                                                      | FRG-NLD (M) →                                                      | FRG-NLD (M) → |

Der erste Vergleich des Länderkampfjahres 1960 bestand eigentlich aus zwei Länderkämpfen im Straßenlauf. Die Veranstaltung fand am 30. Mai in der westfälischen Stadt Gronau statt. Ein gemeinsames Rennen mit Teilnehmern aus Österreich, der Schweiz, den Niederlanden und der Bundesrepublik Deutschland wurde in zwei unterschiedlichen Arten gewertet, woraus sich die beiden verschiedenen Vergleiche ergaben.
Zur Wertung kamen:
- der achte Straßenlaufvergleich mit Österreich und der Schweiz. Bisher hatten zwei Mal die Schweiz und fünf Mal Deutschland triumphiert.
- der zweite Straßenlaufvergleich mit den Niederlanden. Den ersten hatten die niederländischen Läufer 1951 bei einem Vergleich unter den vier Nationen Niederlande, Jugoslawien, Schweiz und der Bundesrepublik Deutschland vor der bundesdeutschen A-Mannschaft für sich entschieden.

## Wettbewerbe und Modus
Die Begegnung beinhaltete wie in Straßenlaufvergleichen üblich ein Rennen über dreißig Kilometer. In die Wertung kamen die jeweils drei besten Läufer von vier Startern je Nation. Das Resultat ergab sich durch Addition der durch die gewerteten Athleten erzielten Zeiten.

## Ergebnis
Sieger des Rennens wurde ein Läufer aus den Niederlanden. Doch das reichte nicht zu einem Gesamterfolg für sein Team. Die guten Platzierungen der gewerteten bundesdeutschen Teilnehmer mit den Rängen zwei, drei und fünf brachten der Bundesrepublik den Sieg sowohl in der Begegnung mit den Niederlanden als auch im Vergleich mit Österreich und der Schweiz. Die bundesdeutsche Mannschaft lag mehr als sechseinhalb Minuten vor den Niederlanden und mehr als zwanzig Minuten vor Österreich, das sich mit seinen Rängen vier, sieben und dreizehn diesmal vor der Schweiz platzieren konnte. Der Rückstand der Schweiz auf die Bundesrepublik Deutschland betrug über 27 Minuten.

## Legende
Kurze Übersicht zur Bedeutung der Symbolik – so üblicherweise auch in sonstigen Veröffentlichungen verwendet:
| DNF | nicht im Ziel (did not finish) |

## Resultat des gemeinsamen Rennens über dreißig Kilometer
| Platz | Athlet            | Land | Zeit (h)  |
| ----- | ----------------- | ---- | --------- |
| 01    | Frans Kunen       | NLD  | 1:36:23,2 |
| 02    | Karl-Heinz Paetow | FRG  | 1:37:20,2 |
| 03    | Jürgen Wedeking   | FRG  | 1:38:21,6 |
| 04    | Adolf Gruber      | AUT  | 1:39:49,4 |
| 05    | Ernst Lulies      | FRG  | 1:40:49,6 |
| 06    | Piet Bleeker      | NLD  | 1:43:13,8 |
| 07    | Karl Lackner      | AUT  | 1:43:37,4 |
| 08    | Joop Frederiks    | NLD  | 1:43:38,2 |
| 09    | Arthur Wittwer    | SUI  | 1:46:22,2 |
| 10    | Walter Suter      | SUI  | 1:47:18,0 |
| 11    | Wilhelm Gänßler   | FRG  | 1:48:03,0 |
| 12    | Franz Schelbert   | SUI  | 1:50:09,0 |
| 13    | Alois Wagner      | AUT  | 1:53:48,6 |
| 14    | Fons Veldhuizen   | NLD  | 1:55:41,0 |
| 15    | Johann Crobath    | AUT  | 2:00:02,0 |
| DNF   | Ludwig Hobt       | SUI  |           |